# 2008 en Afrique du Sud
Chronologie de l'Afrique du Sud
- 2004
- 2005
- 2006
- 2007
- 2008
- 2009
- 2010
- 2011
- 2012

Cet article présente les faits marquants de l'année 2008 en Afrique du Sud, ou concernant le pays.

## Évènements

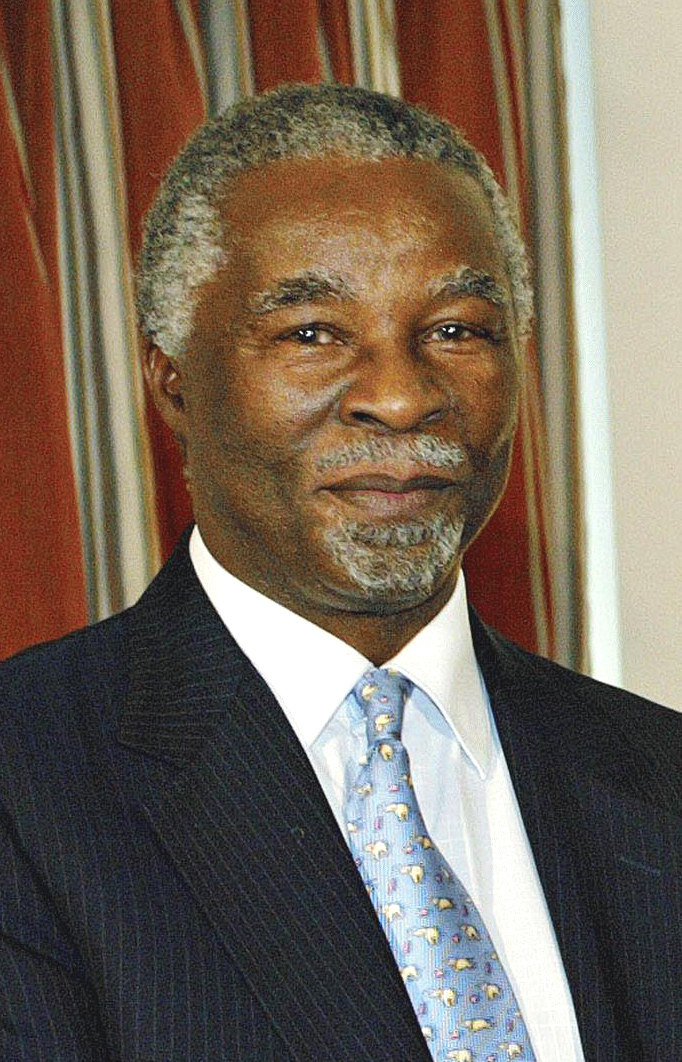
Thabo Mbeki (octobre 2003)

- Vendredi 28 février 2008 : le Président Nicolas Sarkozy arrive en visite officielle jusqu'au 29 février.
- Samedi 17 mai 2008 : dans la nuit du samedi 17 au dimanche 18, une chasse aux étrangers immigrés dans un bidonville de Johannesbourg, cause la mort de six personnes et en blesse au moins cinquante autres. Les deux jours suivants, les violences s'étendent dans les divers townships de Johannesbourg, faisant au moins 22 morts.
- Mercredi 21 mai 2008  : le président Thabo Mbeki autorise le déploiement de l'armée en renfort de la police pour enrayer les violences contre les étrangers immigrés dans les divers townships de Johannesbourg. Le bilan est de 42 morts et de seize mille personnes déplacées. Des faits similaires auraient eu lieu dans les provinces du KwaZulu-Natal et Mpumalanga.
- Jeudi 22 mai 2008 : plus de dix mille mozambicains ont fui les violences xénophobes dans les townships et ont rejoint leurs pays.
- Vendredi 23 mai 2008  : les violences contre les étrangers immigrés touchent la province du Cap, le parti au pouvoir appelle à « reprendre la rue aux criminels ».
- Lundi 2 juin 2008 : Vodafone est en négociation avec Telkom pour augmenter sa participation dans Vodacom de 50 % à 62,5 % pour 1,6 milliard d'euros.
- Vendredi 13 juin 2008 : une journée de deuil national est décrétée pour le 24 juin en mémoire des victimes de la vague des violences xénophobes.
- Lundi 10 novembre 2008 : mort en Italie de la chanteuse Miriam Makeba (76 ans), voix légendaire du continent  africain et mondialement connue comme « Mama Africa », victime d'une crise cardiaque. Commandeur des Arts et des Lettres en 1985, elle avait obtenu la nationalité française en 1990.
- Samedi 13 décembre 2008 : la Russe Ksenya Sukhinova a été sacrée Miss Monde 2008 à Johannesbourg, où elle était en compétition avec 108 autres candidates.
- Lundi 22 décembre 2008 : le naufrage d'un bateau de pêche avec 19 hommes à bord cause la mort de quatorze personnes dont seulement quatre corps sont retrouvés.